# Belgische Badmintonmeisterschaft 2023
Die Belgische Badmintonmeisterschaft 2023 fand vom 4. bis zum 5. Februar 2023 in Gembloux statt.

## Medaillengewinner
| Disziplin    | Gold                            | Silber                            | Bronze                            |
| ------------ | ------------------------------- | --------------------------------- | --------------------------------- |
| Herreneinzel | Elias Bracke                    | Charles Fouyn                     | Yaro van Delsen                   |
| Herreneinzel | Elias Bracke                    | Charles Fouyn                     | Julien Carraggi                   |
| Dameneinzel  | Clara Lassaux                   | Lisa Demeyere                     | Anna Bogemans                     |
| Dameneinzel  | Clara Lassaux                   | Lisa Demeyere                     | Karla Henry                       |
| Herrendoppel | Freek Golinski Patryk Szymoniak | Lawrence de Pauw Stijn Lenaerts   | Frédéric Gaspard Nathan Vervaeke  |
| Herrendoppel | Freek Golinski Patryk Szymoniak | Lawrence de Pauw Stijn Lenaerts   | Marijn Put Dylan Rosius           |
| Damendoppel  | Lise Jaques Lien Lammertyn      | Clara Lassaux Flore Vandenhoucke  | Lisa Demeyere Marie Demeyere      |
| Damendoppel  | Lise Jaques Lien Lammertyn      | Clara Lassaux Flore Vandenhoucke  | Amber Boonen Tammi van Wonterghem |
| Mixed        | Senne Houthoofd Lise Jaques     | Tim van Herbruggen Marie Demeyere | Joren Robberecht Elise Dhondt     |
| Mixed        | Senne Houthoofd Lise Jaques     | Tim van Herbruggen Marie Demeyere | Tijl Dewit Presence Beelen        |